# Mario Crespi (politico)
Mario Pio Crespi (Nembro, 3 settembre 1879 – Milano, 22 giugno 1962) è stato un imprenditore, editore e politico italiano.

## Biografia
Erede della famiglia Crespi, era figlio di Benigno (1848-1910) e nipote di Cristoforo Benigno Crespi. Alla morte del padre, acquisisce, con i fratelli minori Aldo e Vittorio, il controllo della società che controlla il Corriere della Sera. Nel 1925, sempre con i fratelli, scioglie la precedente società e fonda la nuova "Fratelli Crespi & C.- Corriere della Sera".
Il 23 gennaio 1934 viene nominato Senatore del Regno d'Italia.